# 陈永贵 (隋朝)
陈永贵（?—?），隋朝将领，出身是陇右地区的胡人。
陈永贵本姓白氏，在当时以勇敢威猛知名。隋文帝杨坚很亲近喜欢他，多次让他担任行军总管镇边。陈永贵每次作战一定单骑冲陷敌阵。最后官至柱国、兰州（今甘肃省兰州市）、利州（今四川省广元市）二州总管，封爵为北陈郡公。